# 刘全道
刘全道（Lauw Tjhwan Thio）（1927年4月22日—2011年12月7日），印尼名尤努斯·雅雅印度尼西亚华裔政治家，穆斯林，民族沟通统一机构要员，主张民族同化，鼓励印尼华人皈依伊斯兰教，与印尼其他民族通婚。

## 生平
1927年4月22日出生于雅加达。毕业于荷兰经济学院。曾为最高评议院议员。1979年，在哈姆卡的帮助下，皈依伊斯兰教。于1981年同他人成立回教兄弟基金会（Yayasan Ukhuwah Islamiah），旨在向中产阶级华人宣传伊斯兰教。1998年6月4日，刘全道等人建立同化党。